# Lodowe piekło (film 1998)
Lodowe piekło (ang. Ice) – amerykańsko-niemiecki film przygodowy z 1998 roku w reżyserii Jeana de Segonzaca.
Premiera filmu miała miejsce w Niemczech 29 listopada 1998 roku, a dwa lata później 22 lipca 2000 roku w Stanach Zjednoczonych.

## Opis fabuły
Kosmiczna kolizja powoduje zmiany klimatu na Ziemi. Nadchodzi kolejna epoka lodowcowa. Normalnie żyć można jedynie w strefie równikowej. Amerykański policjant Robert Drake (Grant Show), jego dziewczyna Alison (Eva La Rue), była żona i więzień Kelvin chcą dostać się w cieplejsze rejony.

## Obsada
- Grant Show jako Robert Drake
- Udo Kier jako doktor Norman Kistler
- Eva La Rue jako Alison
- Flex Alexander jako Kelvin
- Audie England jako Julie
- Michael Riley jako Greg
- Kyle Fairlie jako Max
- Art Hindle jako prezydent Stanów Zjednoczonych
- Diego Fuentes jako Zapata
- Kristin Booth jako Jessica
- Gordon Michael Woolvett jako żołnierz
- John Bourgeois jako doktor Golding
- Elias Zarou jako doktor Tyson

i inni